# Camellia
Camellia is de botanische naam van een geslacht van bedektzadigen uit de familie Theaceae. Carl Linnaeus vernoemde het geslacht naar de jezuïet en botanicus Georg Joseph Kamel. Naargelang de gevolgde taxonomie worden 100 tot 250 soorten geaccepteerd, voorkomend in oostelijk en zuidelijk Azië, van de Himalaya tot in Japan en Indonesië.

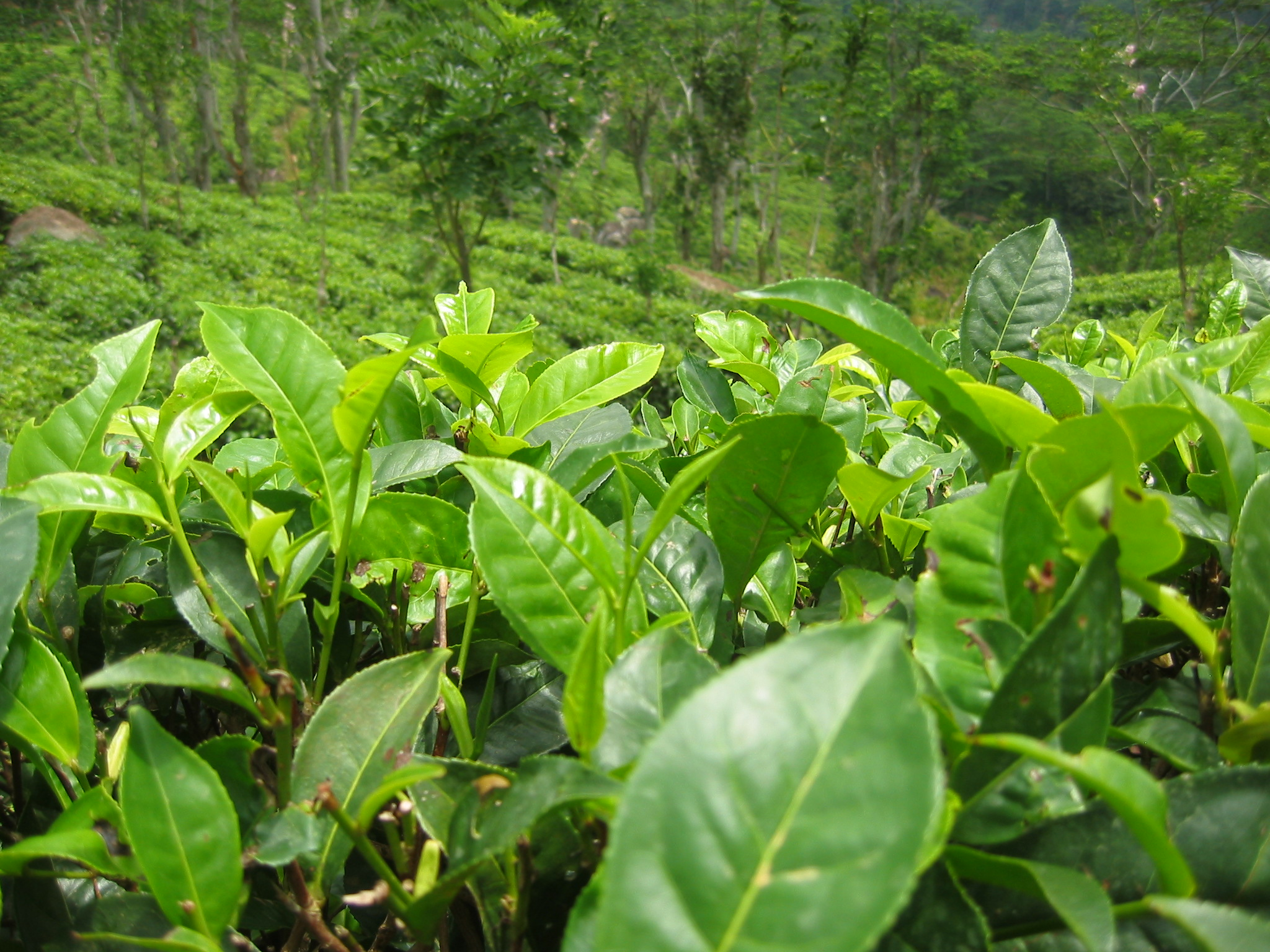
Theeplant (Camellia sinensis)

Het zijn groenblijvende struiken en kleine bomen van 2–20 m hoog. De bladeren zijn afwisselend geplaatst, enkelvoudig, dik, gekarteld, meestal glanzend en 3–17 cm lang. De bloemen zijn groot en opvallend, 1–12 cm in diameter, met (in natuurlijke omstandigheden) vijf tot negen blaadjes; de kleur varieert van wit tot paars en rood, bij sommige soorten geel. De vrucht is een droge doosvrucht, onderverdeeld in een tot vijf compartimenten, die ieder een tot acht zaden bevatten.
Deze planten zijn normaliter aangepast aan zure grond, en groeien niet goed op kalkrijke grond. De meeste soorten hebben daarnaast veel regen nodig en overleven niet bij droogte.

## Kweek en gebruik
Thee wordt gemaakt van de bladeren van de theeplant (Camellia sinensis).
Veel andere soorten worden gekweekt als sierplant. Er worden ongeveer 3000 cultivars en hybriden gekweekt, vaak met dubbele bloemen, zoals op de foto rechts. Camellia japonica is de meest gekweekte soort, met meer dan 2000 benoemde cultivars, gevolgd door Camellia reticulata (ruim 400 cultivars) en Camellia sasquana (ruim 300 cultivars). Populaire hybriden zijn Camellia × hiemalis (Camellia japonica × Camellia sasquana) en Camellia × williamsii (Camellia japonica × Camellia salouenensis). Ze worden vooral in Japan zeer gewaardeerd vanwege hun vroege bloei. Vaak behoren ze tot de eerste bloemen die in de late winter opengaan. Late vorst kan de bloem beschadigen. Van de plant wordt camellia-olie geperst, die door zijn lage viscositeit geschikt is als smeermiddel en bescherming tegen oxidatie voor fijne gereedschappen. Deze olie wordt ook toegepast voor het soepel houden van de huid. Er zijn testen gedaan om uit de olie bio-diesel te verkrijgen.

## Geschiedenis
Bij de afscheiding van België en Nederland in 1830 bleven de door Philipp Franz von Siebold in Japan verzamelde Camellia-soorten, nu Masayoshi-camellia's genoemd, in de haven van Antwerpen achter, terwijl ze eigenlijk bestemd waren voor de Hortus botanicus Leiden. Vanuit Antwerpen kwamen de planten in de plantentuin van de Universiteit van Leuven terecht. Samen met 'Ocroleuca,' 'Tricolor,' Candidissima,' 'Delicatissima,' 'Multiflora' en cultivars uit Engeland en Italië vormden deze de basis voor de teelt in België en de meer dan 400 in België gekweekte cultivars.

## Verzorging
- Standplaats niet op het oosten. Bij voorkeur op een noord/westlocatie; uit de wind. Liever in de volle grond dan in een kuip of pot.
- In de zomer royaal gieten met zacht (kalkarm) water - bij voorkeur regenwater. In de winter uitdroging voorkomen, vooral tijdens en na een vorstperiode.
- In de zomer niet of weinig in de volle zon laten staan (tegen uitdroging). In de winter geen, of een beetje zon in de namiddag.
- Camellia houdt niet van vrieskou en kan gemakkelijk vorstschade oplopen bij langdurige matige of strenge vorst.
- Zure grond is het beste. Camellia verdraagt geen kalk. Gebruik daarom bij het planten een mengsel van tuinaarde en turf, ter verzuring van de grond, of strooi turf rondom de plant.
- Twee keer per jaar een mestgift is voldoende. In maart en in juni per plant een half handje organische tuinmest.

## Camellia's in de kunst
In La Dame aux camélias, het deels autobiografische boek uit 1848 van Alexandre Dumas fils, draagt de cameliadame, Marguerite Gautier, altijd Camelia's (Camellia japonica) in haar hand of op haar borst. Dit zijn ook de enige bloemen die zij als geschenk waardeert. Op het boek zijn onder andere een gelijknamig toneelstuk en Verdi's opera La traviata uit 1853 gebaseerd. Ook is het boek sinds 1907 ongeveer twintig keer verfilmd, waarvan minstens acht keer onder de titel Camille.
In Japan worden camellia's, specifiek rode, geassocieerd met een trouw leven dat eindigt in een eerbare dood en als zodoende, de Samoerai. Dit is zo vanwege de wijze waarop de bloemen afvallen; ze 'onthoofden' zichzelf als het ware.